# Hymn Penangu
Untuk Negeri Kita – hymn malezyjskiego stanu Penang. Autorem słów oraz kompozytorem jest James W. Boyle.
Słowa
Selamat Tuhan kurniakan,

Selamat Pulau Pinang,

Negeriku yang mulia,

Kutaat dan setia,

Aman dan bahagia.

Majulah, jayalah,

Negeriku yang ku-cinta,

Bersatu dan bersama,

Untuk negeri kita.